# Месштеттен
Месштеттен (нім. Meßstetten) — місто в Німеччині, знаходиться в землі Баден-Вюртемберг. Підпорядковується адміністративному округу Тюбінген. Входить до складу району Цоллернальб.
Площа — 76,82 км2. Населення становить 10 714 ос. (станом на 31 грудня 2020).